# Bagnoli di Sopra
Bagnoli di Sopra (Bagnołi de Sora in veneto) è un comune italiano di 3 413 abitanti della provincia di Padova in Veneto.

## Storia

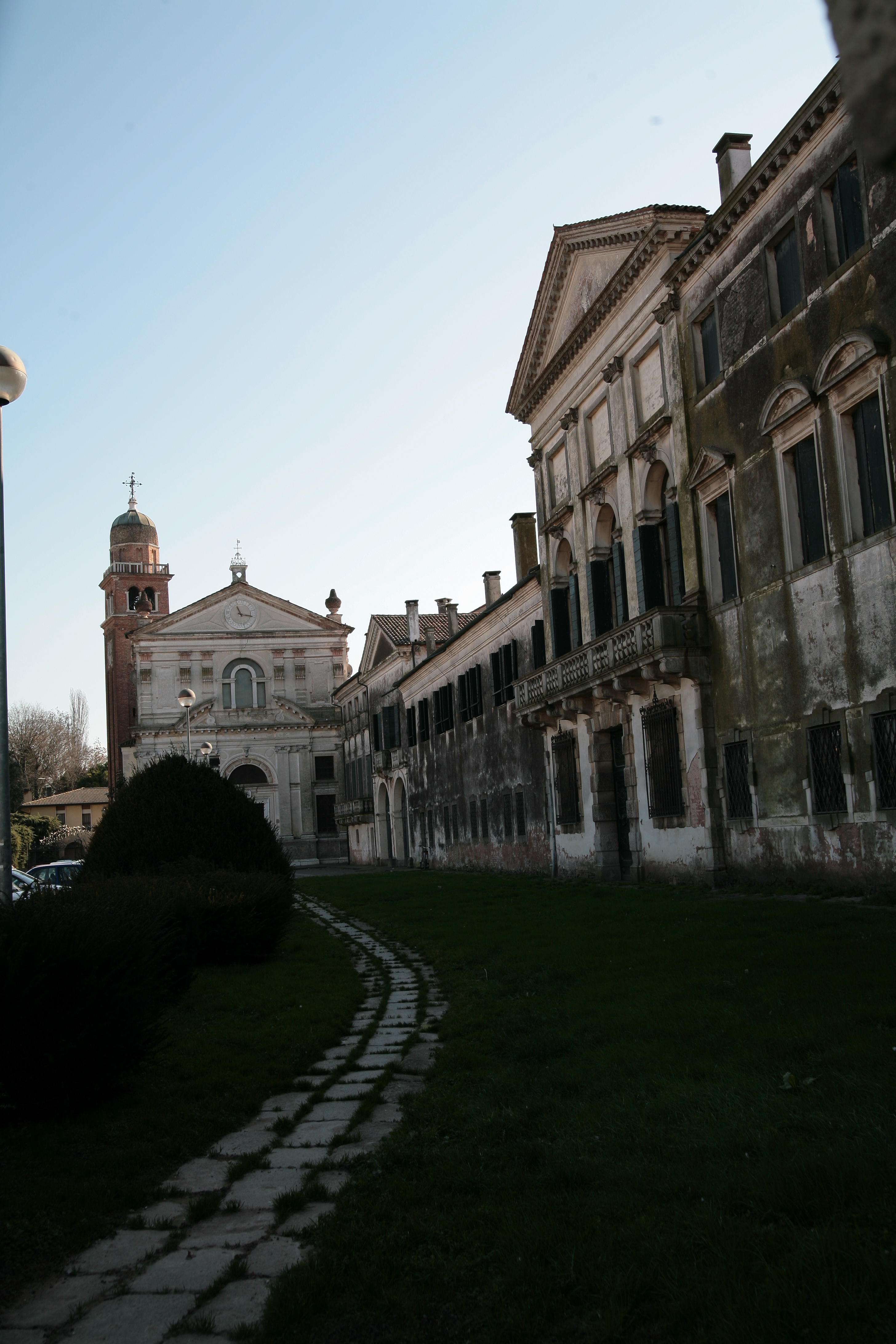
Villa Widmann e chiesa di San Michele

Il nome Bagnoli deriva da "balneoli", termine che indicava la presenza di zone d'acqua nel territorio. In epoca preromana questa parte della Pianura Padana era infatti un'immensa distesa d'acqua dalla quale emergevano solo i Colli Euganei. Anche in seguito alla comparsa delle terre non collinari l'acqua rimase un elemento presente e caratteristico di questa zona, fino alla completa bonifica del territorio.
La nascita di Bagnoli avvenne nello stesso periodo di Arre e Conselve.
Il primo documento che parla di Bagnoli riconoscendone il toponimo e la presenza di terreni abitati risale al 954: è l'atto di donazione di Almerico, marchese e duca dei Longobardi, del "Dominio di Bagnoli" al Vescovo di Padova. Nel documento si parla di "curte" e non di "villa" in quanto si trattava di un piccolo borgo in cui però già da qualche secolo vi era una chiesetta dedicata a San Michele. In questi anni non esisteva ancora il convento di San Michele: fu solo attorno all'anno Mille, quando il "Dominio" era nelle mani dei Benedettini, che nacque questo convento come "succursale" del monastero veneziano di San Michele e della Trinità di Brondolo.
I monaci Benedettini portarono il territorio ad un'alta efficienza produttiva: realizzarono opere di bonifica, di appoderamento, di difesa delle acque consolidando gli argini dell'Adige e del canale Gorzone e di costruzione delle prime strade. Ai benedettini va inoltre il merito dello straordinario sviluppo della viticoltura in queste terre perché accanto al monastero costruirono le più grandi cantine benedettine dell'epoca. Queste cantine potevano contenere oltre 10000 hl di vino.
Verso il 1424 ai monaci dell'ordine Benedettino successero nella conduzione del convento i monaci dell'ordine dei Canonici Regolari di Santo Spirito. Questi intrapresero una serie di iniziative già progettate per ultimare le opere di bonifica. A questo fine stipularono accordi con i proprietari delle zone limitrofe: è nota una convenzione con Obizzo Papafava, Pietro Papafava, Alessandro Papafava e la famiglia Zorzi per attuare una serie di iniziative comuni atte a migliorare lo scolo dei territori di Bagnoli, Agna e San Siro che frequentemente si impaludavano.
Nel 1656, con il consenso di papa Alessandro VII, il monastero e tutti i beni (tranne le chiese e i luoghi sacri) che si trovavano nel territorio di Bagnoli vennero messi all'asta per utilizzare il ricavato come sostegno alla guerra di Candia combattuta dalla Serenissima contro i turchi. Il territorio venne diviso in nove parti: otto furono acquistate per 440 000 ducati dal conte Ludovico Widmann, nobile proveniente dalla Carinzia, mentre la nona parte venne venduta alla famiglia Nave.
I nuovi padroni preposero alla cura del paese un loro cappellano privato, mentre Ludovico Widmann fra il 1662 e il 1674 si occupò del rinnovamento della chiesa di San Michele, annessa all'antico monastero di Santo Spirito, facendovi costruire un prezioso altare marmoreo. Verso la fine del Seicento il conte diede inoltre inizio alla costruzione della villa patrizia che ancora oggi sorge nella piazza di Bagnoli e che è conosciuta con il nome di Villa Widmann-Borletti. La villa nasce dalla sistemazione e trasformazione dell'originaria struttura del convento di Santo Spirito. Adiacente alla villa venne creato un piccolo teatro nel quale recitò anche Goldoni. Goldoni fu ospite del conte Ludovico a Bagnoli due volte: la prima nel luglio del 1755 e la seconda nell'aprile del 1757. Lo scrittore rimase colpito dall'accoglienza avuta da Ludovico e gli dedicò la commedia intitolata La Bottega del Caffè e un poemetto intitolato Il Pellegrino che lo descrive come un signore ricco e generoso. Nel Settecento quindi Bagnoli divenne un centro di scambi culturali e di feste raffinate e oltre a Goldoni altri artisti ed esponenti della cultura e della nobiltà veneziana vennero ospitati nella villa. Ludovico Widmann morì nel 1764 e con la sua morte iniziò il declino di quel mondo festoso e di quella società felice.
Di lì a poco l'Italia settentrionale venne invasa dalle armate napoleoniche: i primi reparti francesi entrarono a Padova il 28 aprile 1797 mentre a Bagnoli giunsero nei primi giorni di maggio. Nelle fattorie del "Dominio" si stabilì un reparto di cavalleria napoleonica dato che qui uomini e cavalli potevano trovare cibo e riparo. I soldati durante la loro permanenza a Bagnoli rubarono molte suppellettili domestiche dalle fattorie e oggetti di pregio artistico che impreziosivano la Villa Widmann. Bagnoli in questo periodo visse un momento di difficoltà dovuto al depauperamento delle campagne in seguito all'invasione delle truppe napoleoniche e al disinteressamento da parte degli eredi del conte Ludovico nei confronti di questo territorio. Per loro infatti i risultati economici prodotti dall'attività agricola delle campagne di Bagnoli erano troppo scarsi e la situazione continuava a peggiorare: preferivano quindi trascorrere le loro giornate nel loro palazzo a San Canciano a Venezia.
L'ultimo erede della famiglie Widmann, il conte Giovanni Abbondio, in difficoltà economica e pressato dai creditori, fu costretto nel 1856 per mezzo del suo curatore a vendere la tenuta di Bagnoli al principe Pietro d'Arenberg. Quest'ultimo viveva abitualmente a Parigi quindi l'acquisto fu per lui un semplice investimento patrimoniale. Il principe gestì il "Dominio" per una cinquantina d'anni tramite agenti e amministratori ma il risultato fu una gestione negativa che non portò progressi nell'ambito agrario. A Pietro successe nella proprietà il figlio Augusto che non modificò l'atteggiamento di disinteresse nei confronti della tenuta che aveva il padre e continuò ad amministrare il territorio in maniera disastrosa. Durante la prima guerra mondiale Augusto fu assalito dall'intensa preoccupazione di perdere tutto il suo patrimonio terriero perché spaventato dall'idea che le truppe austro-ungariche potessero invadere il Veneto, dopo che avevano rotto il fronte italiano a Caporetto, e decise di vendere il suo possedimento.
Nel 1917 la tenuta fu acquistata della famiglia Borletti che tuttora la detiene. I Borletti, noti industriali milanesi, costruirono la propria fortuna attraverso lo sviluppo di alcune tra le più importanti realtà industriali Italiane. Le più significative furono la Rinascente, Veglia Borletti, Mondadori e SNIA.
Aldo e Senatore Borletti affidarono la gestione della tenuta ad un loro lontano parente Giusto Borletti originario di Bassano del Grappa. Giusto cominciò la modernizzazione dell'azienda accentrando sempre di più la gestione agricola fino ad allora demandata a mezzadri e suddivisa in piccole unità semi-autonome. Furono introdotte progressivamente tecniche nuove di coltivazione e l'utilizzo sempre crescente di moderni mezzi meccanici.
Nel periodo tra le due guerre fu costruita una rete elettrica ed una vera e propria centrale in grado di fornire energia al complesso aziendale ed a numerose abitazioni della zona. La rete elettrica fu infine nazionalizzata all'inizio degli anni sessanta.
Alla fine della seconda Guerra Mondiale fu introdotta la coltura di tabacco subtropicale "sotto garza" al fine di creare nuove opportunità di lavoro.
La proprietà della tenuta fu mantenuta dagli eredi di Romualdo ed in particolare da Senatore jr. e Ferdinando che continuarono l'opera di modernizzazione delle tecniche agricole anche in collaborazione con l'Università di Padova e di primari consulenti internazionali.
I discendenti de Senatore e Romualdo decisero di separare la proprietà in due aziende tuttora detenute e dirette da membri della famiglia.

### Simboli
Lo stemma e il gonfalone sono stati concessi con decreto del presidente della Repubblica del 16 dicembre 1983.
Il gonfalone è un drappo troncato di verde e di giallo.

## Monumenti e luoghi d'interesse

### Architetture religiose

#### Chiesa di San Michele

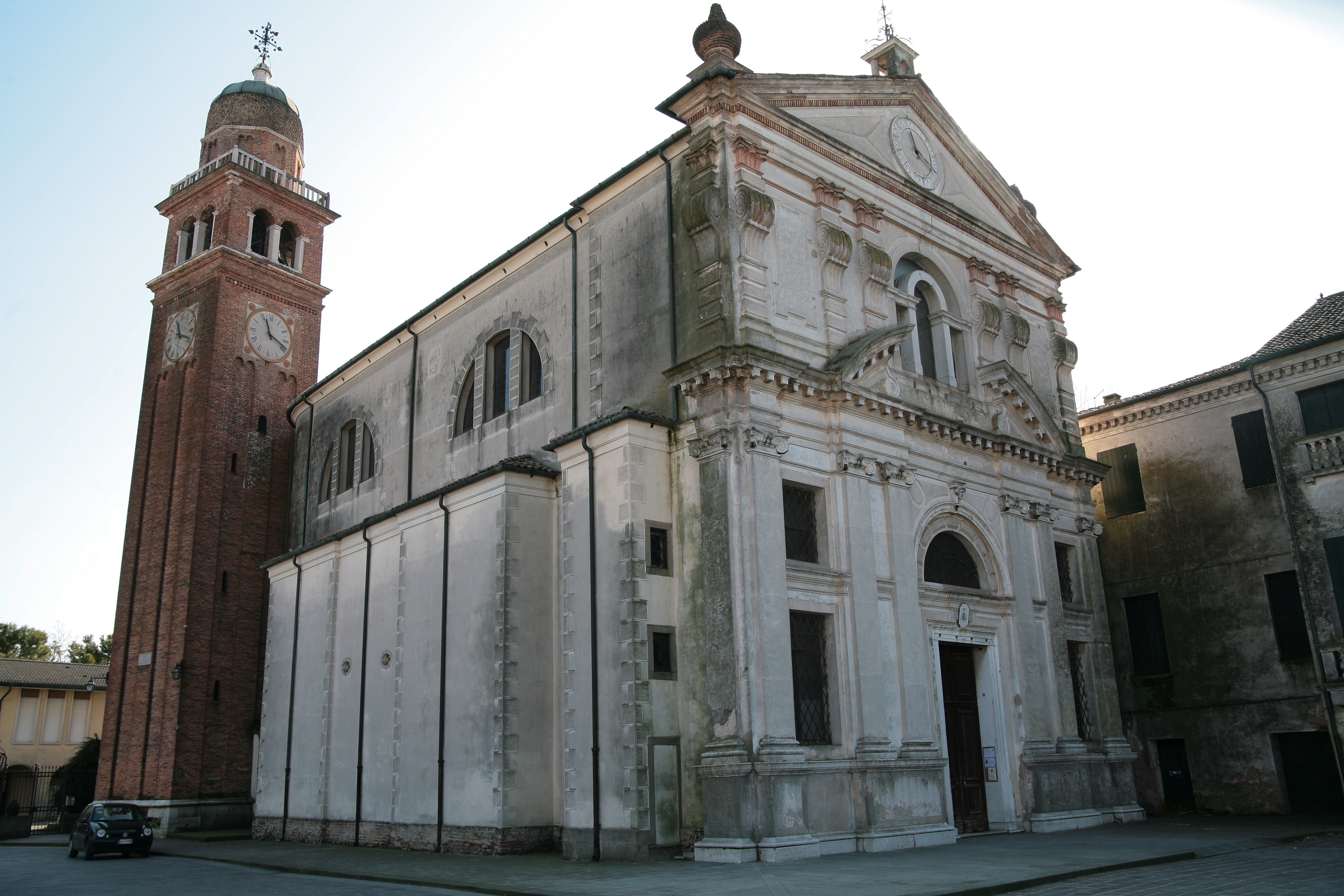
Chiesa di San Michele

Già nel documento del 954, con il quale il marchese Almerico cedeva al monastero benedettino i territori del Bagnolese, era citata la chiesa con il nome di Capela Sanctae Mariae et Sancti Michaelis arcangeli. Accanto ad essa i monaci fecero costruire un piccolo monastero.
L'attuale chiesa, costruita tra il 1662 e il 1674, assieme al campanile cinquecentesco, che rimase intatto, costituiscono l'attuale chiesa parrocchiale del comune di Bagnoli.
L'edificio è composto da una grande navata rettangolare curvata agli angoli.

#### Oratorio di San Daniele

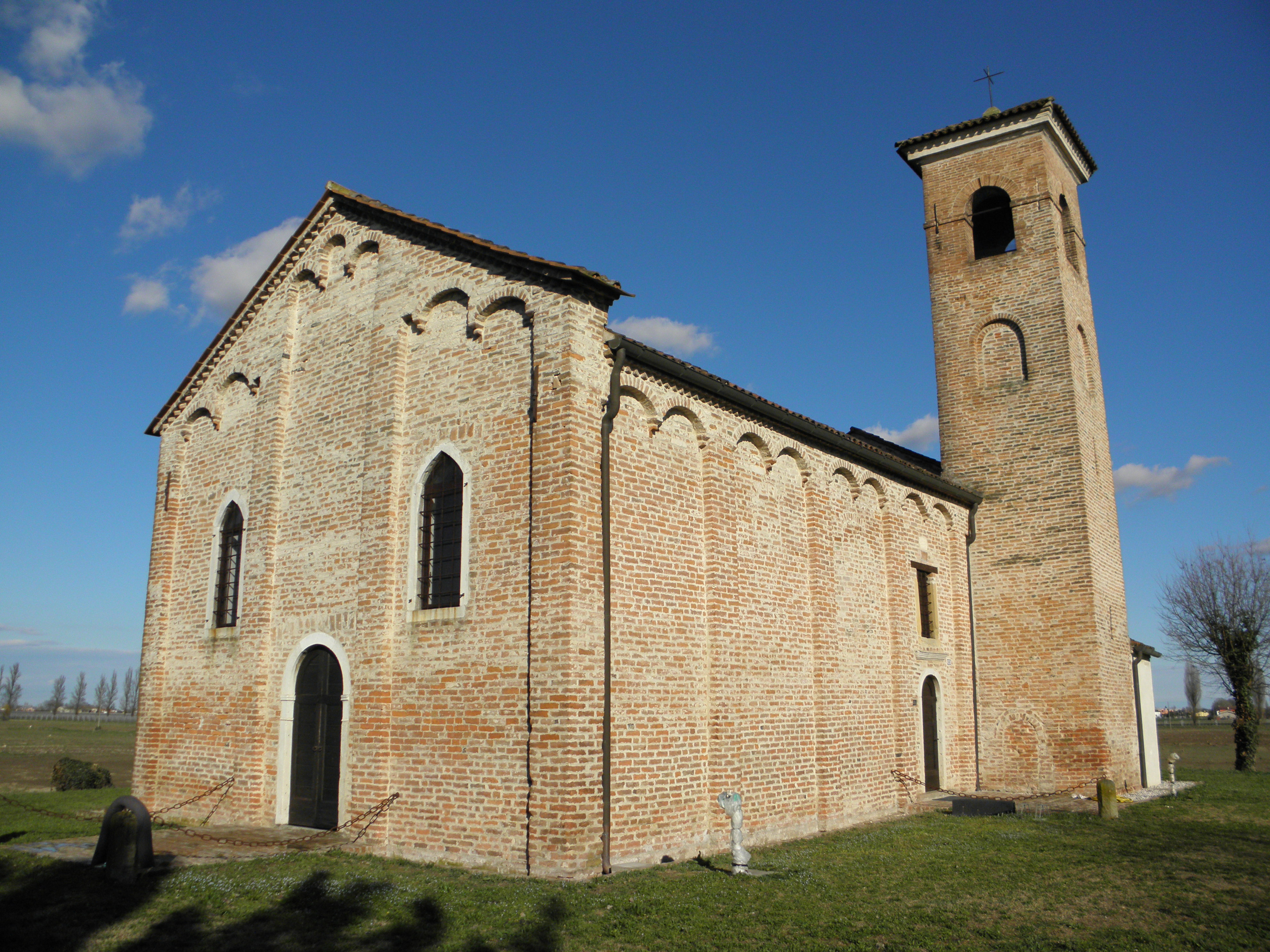
Oratorio di San Daniele.

L'oratorio di San Daniele si trova nella strada che da Bagnoli porta a Tribano.
Secondo un'iscrizione posta sopra una delle finestra della chiesa venne fatto costruire nel 1474, anno in cui il territorio di Bagnoli era amministrato dai Canonici Regolari di Santo Spirito. I monaci ne ordinarono la costruzione nello stesso posto in cui anni prima sorgeva un'altra chiesa.
L'oratorio viene ricordato soprattutto perché fu il luogo in cui i Widmann, proprietari dell'edificio, nel 1825 fecero seppellire uno degli ultimi eredi: Francesco.
Oggi l'edificio è in ristrutturazione in quanto si trova in un evidente stato di degrado, iniziato con l'abbandono dell'oratorio e la sua sconsacrazione avvenuta nel 1923. Dal 2013 al 2014 viene completato il restauro interno.

### Architetture civili

#### Villa Widmann

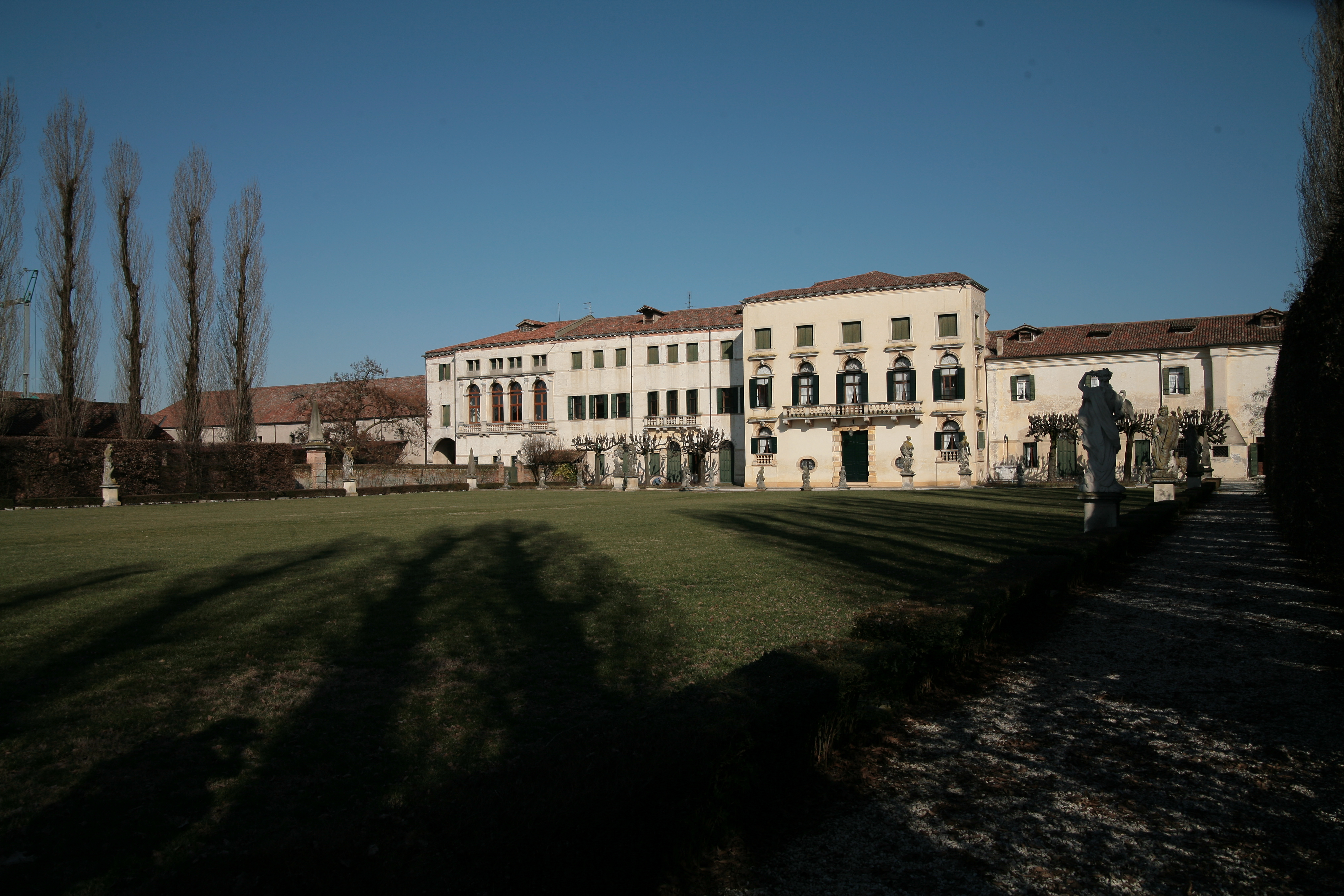
Villa Widmann vista dal giardino

La villa Widmann è costituita da un insieme di edifici diversi per tempo e stile, affrescati nel 1727 dal più importante pittore del IX secolo Giambattista Pittoni, tra essi Diana ed Endimione (scala e soffitto), Diana Cacciatrice: (loggetta aperta e soffitto), l'Allegoria dell'Agricoltura (loggetta aperta, ovato tra finestre), Diana (loggetta chiusa e soffitto).
Il nucleo principale è di origine cinquecentesca: è una parte dell'originaria struttura del convento di Santo Spirito che venne ristrutturata e ampliata dalla famiglia Widmann. Se si osserva il disegno, commissionato al perito Antonio Minorello nel 1659 da parte dei Widmann, che riporta gli edifici presenti nella piazza di Bagnoli se ne può notare uno sul lato sud verso la chiesa che corrisponde esattamente all'ala orientale della villa. Dall'esame del disegno si può vedere inoltre, sempre nella parte sud della piazza, la presenza della cantina del monastero che mantenne la stessa funzione anche dopo la costruzione della villa.
Ciò che mancava, e che i Widmann dovettero costruire, fu il corpo centrale della villa. I lavori iniziarono attorno al 1647, mentre si stava ultimando la costruzione della chiesa, e terminarono nel 1706. Il giardino interno e il teatro, che all'epoca fu un elemento di fondamentale importanza nella vita della villa e del paese intero, vennero invece realizzati successivamente.
Il nome dell'architetto che ideò villa Widmann non è ancora stato stabilito con certezza: in un primo momento si pensò a Baldassarre Longhena, poi si ritenne più probabile l'ideazione del progetto da parte di Andrea Caminelli, Domenico Rossi o un maestro murario appartenente alla famiglia dei Contino.
Ad oggi il complesso monumentale è uno dei più importanti del Veneto per grandezza e bellezza. Oltre alla Villa, sono parte del complesso il "Brolo" (l'Hortus conclusus del preesistente monastero medievale), il teatro, le cantine, i granai, le scuderie, la ghiacciaia e la torre colombaia.
Nel giardino all'Italiana sono collocate quarantuno statue, realizzate da Antonio Bonazza a metà Settecento. Il gruppo antistante la villa rappresenta i 12 segni zodiacali e gli dei dell'Olimpo; più appartate, tra le alte siepi in carpino, svettano le monumentali statue raffiguranti gli antichi personaggi della commedia dell'arte, oggi protagoniste di suggestivi spettacoli "Suoni e Luci", che rievocano commedie goldoniane in dialetto veneto.

#### Palazzetto Widmann

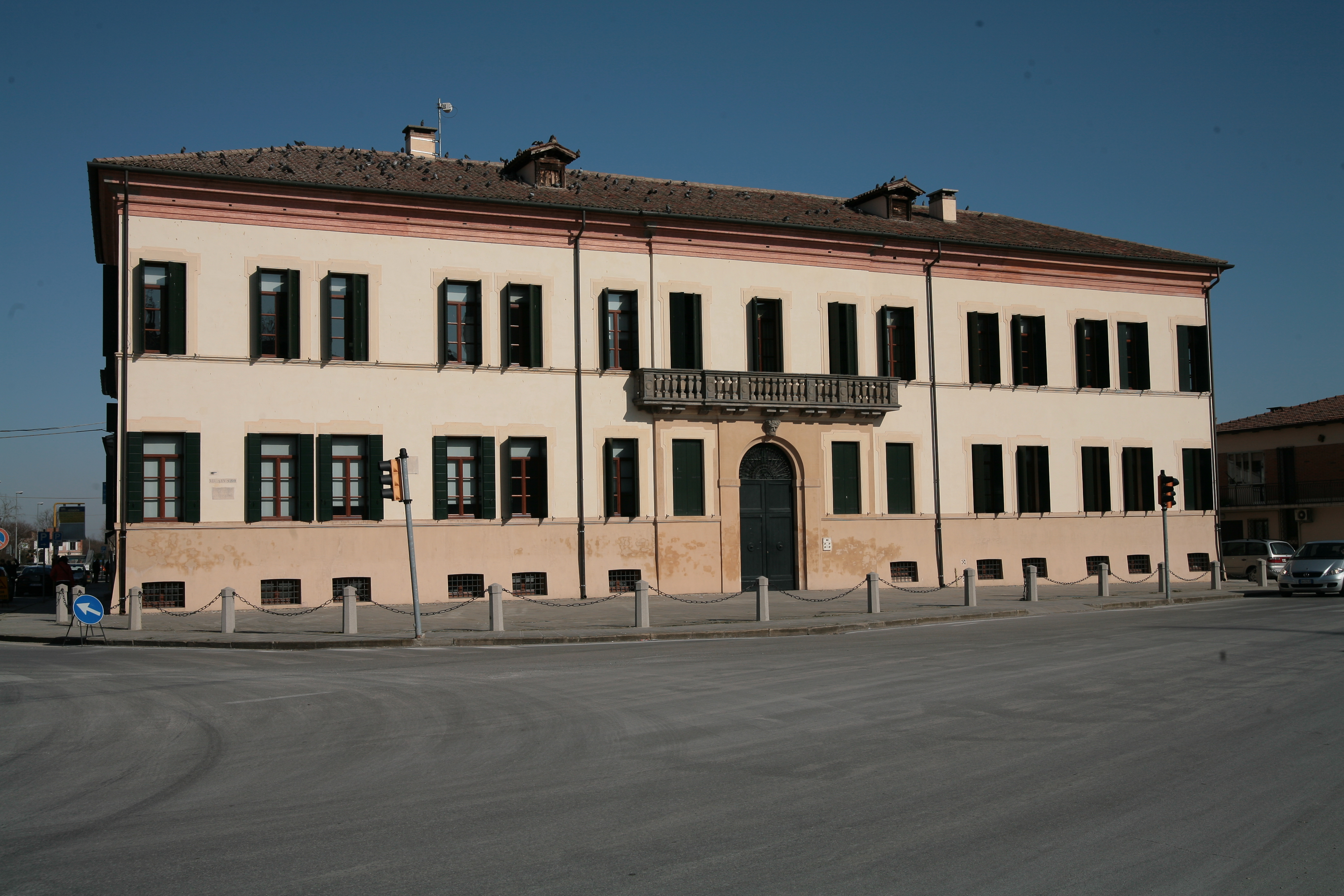
Palazzetto Widmann

Il Palazzetto Widmann si trova all'angolo con la strada che porta a Conselve da una parte e a San Siro dall'altra, di fronte alla piazza in cui vennero edificate sia la villa che la chiesa.
L'edificio venne fatto costruire attorno al 1707 dall'abate Antonio, uno degli eredi della famiglia Widmann che ricoprì importanti incarichi per lo Stato Pontificio, con lo scopo di utilizzarlo come sua residenza quando si recava a Bagnoli. Egli non amava infatti vivere nella villa insieme a tutti i suoi parenti e la presenza dei contadini che puntualmente vi si recavano per consegnare ai Signori una parte dei prodotti coltivati lo disturbava.
Prima della costruzione del Palazzetto al suo posto sorgeva un edificio a due piani fatto costruire verso la fine del Quattrocento e l'inizio del Cinquecento, cioè nel periodo in cui i Canonici di Santo Spirito amministravano il territorio di Bagnoli. I monaci lo destinarono ad abitazione del fattore al quale avevano affidato la gestione dei loro terreni.
Quando Antonio Widmann ordinò la costruzione del palazzo decise di preservare la struttura preesistente che venne inglobata nel progettato ampliamento. Ci si limitò quindi a modificare l'ex residenza del fattore e ad adeguare alle esigenze del committente la struttura già esistente.
Il nome dell'architetto che progettò l'ampliamento e la modifica del vecchio edificio e lo trasformò nel Palazzetto non è ancora certo, si pensa però si trattasse di Domenico Rossi. Certi invece sono i nomi dei tre artisti che affrescarono le pareti con le loro opere: Ercole Gaetano Bertuzzi, Louis Dorigny e Giovanni Battista Pittoni.
Dopo la vendita dei beni della famiglia Widmann da parte dell'ultimo erede anche il Palazzetto passò sotto la proprietà di Pietro d'Arenberg. Nel 1859 egli ne affittò una piccola porzione agli amministratori del comune di Bagnoli dato che avevano bisogno di un edificio che fungesse da scuola e da ufficio municipale. Quando nel 1884 venne ultimata la nuova scuola il Palazzetto rimase solo sede municipale e continuò ad esserlo per molti anni anche quando la proprietà del Dominio passò alla famiglia Borletti. L'acquisizione definitiva del palazzo da parte del comune di Bagnoli avvenne solo nel 1984, ma non assunse più la funzione di municipio.
Nel corso degli ultimi decenni il Palazzetto è stato sottoposto ad un continuo processo di restauro, sia internamente che esternamente, in quanto il suo continuo utilizzo (con funzione abitativa dapprima, poi scolastica e direzionale) lo aveva portato ad uno stato di degrado. Gli affreschi e gli stucchi al suo interno erano molto rovinati, come del resto lo era la facciata a causa dell'azione degli agenti atmosferici.
Nel 2001 il Comune di Bagnoli di Sopra ha aumentato la propria quota di partecipazione in COSECON SPA tramite il conferimento in natura del Palazzetto Widmann. Oggi il Palazzetto è quindi sede di ATTIVA S.p.A (ex COSECON SPA).

## Società

### Evoluzione demografica
Abitanti censiti

## Geografia antropica

### Frazioni
Secondo lo statuto, le frazioni del comune di Bagnoli di Sopra sono: San Siro, Prejon.
Le località presenti all'interno del territorio comunale sono: Alfieri, Bagnoletto, Borletti, Boschetto, Ca' Finco, Cappelline, Case del Belloni, Cavalli, Diaz, Lazzaretto, Le Casette, Menghelle, Olmo di Bagnoli, Pascoletti, Salon, San Carlo, San Massimo Sant'Apollonia, Villaggio Kennedy.

#### San Siro
San Siro sorge ad una trentina di chilometri circa dalla città di Padova, nel comune di Bagnoli di Sopra.
Il numero di abitanti residenti ammonta a 415.
L'edificio più importante è la chiesa di San Siro in onore del santo patrono a cui si deve anche il nome del paese. L'immobile risale agli inizi del Seicento, e l'opera di restauro ultimata domenica 26 marzo 2006 ha permesso la migliore conservazione degli affreschi sulle pareti che a causa dell'eccessiva umidità rischiavano di essere rovinati.
Inoltre molto pregevole è la cosiddetta chiesetta di San Valentino interamente affrescata che viene utilizzata per la celebrazione della messa nel giorno di San Valentino.

## Economia

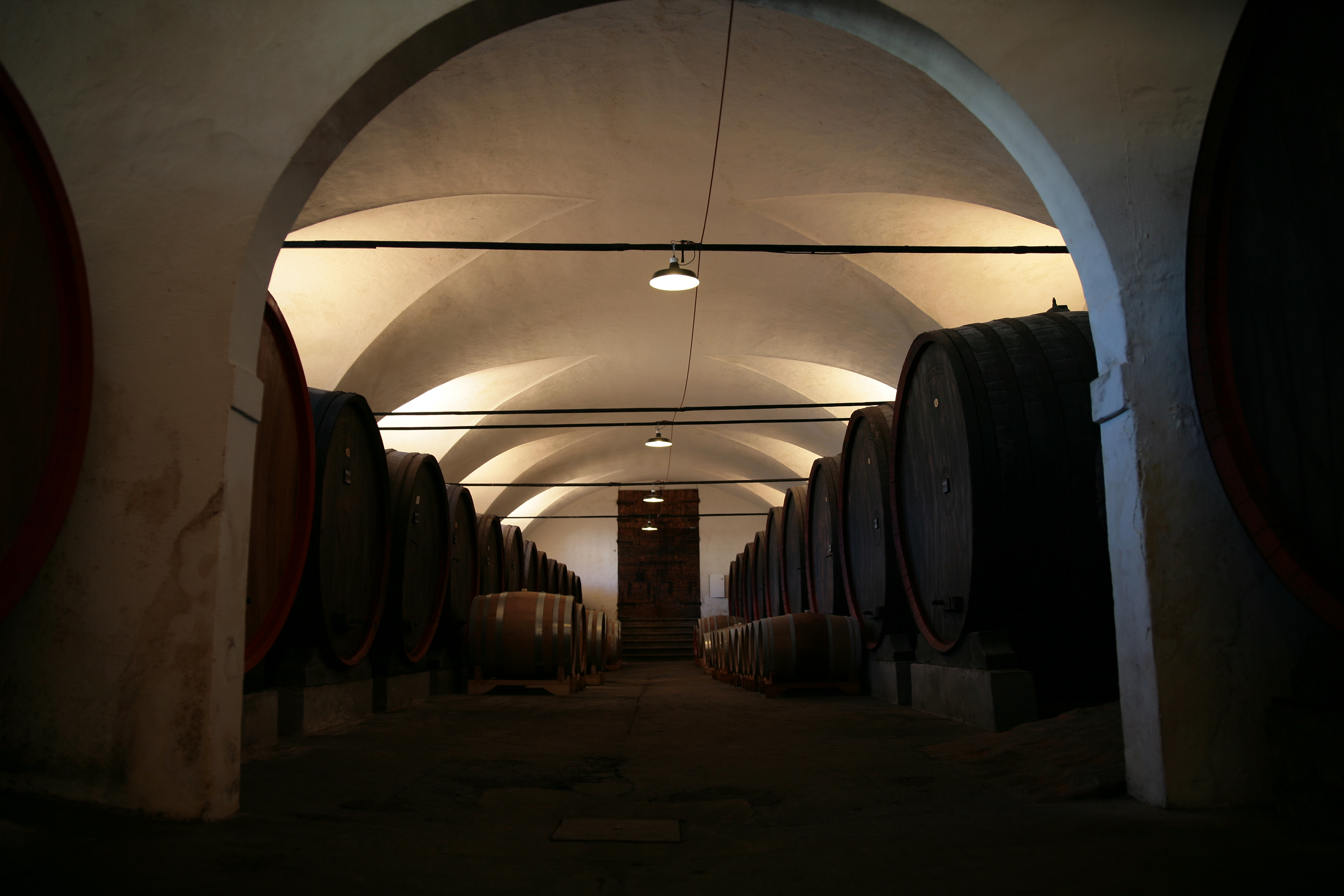
Le cantine benedettine di Villa Widmann

Essendo un territorio di campagna l'attività maggiormente praticata è l'agricoltura. I principali prodotti coltivati sono: grano tenero, colza, orzo, mais, soia e barbabietola.
Bagnoli è conosciuto però in modo particolare per il suo vino, il Friularo, che a partire dal 1913 ha ottenuto una serie di riconoscimenti a livello nazionale. Con D.M. il 16 agosto 1995 inoltre Bagnoli, assieme ai comuni di Agna, Arre, Battaglia Terme, Bovolenta, Candiana, Cartura, Conselve, Due Carrare, Monselice, Pernumia, San Pietro Viminario, Terrassa Padovana e Tribano, è stato riconosciuto area a Denominazione di Origine Controllata (D.O.C. Bagnoli). Al solo Comune di Bagnoli invece, sempre tramite lo stesso decreto, è stata assegnata la Denominazione di Origine Controllata Bagnoli Classico, che può quindi essere attribuita ai soli vini prodotti entro i confini del comune di Bagnoli.
Tra le aziende di primaria importanza il Dominio di Bagnoli, azienda agricola di proprietà della famiglia Borletti, perpetua la gestione ultra millenaria delle storiche cantine di villa Widmann-Borletti oltre ad un'attività agricola e zootecnica. Il Dominio di Bagnoli sotto la direzione di Lorenzo Borletti ha introdotto nuovi metodi di coltivazione più ecologici e a basso impatto ambientale. Si sono fortemente sviluppate le produzioni biologiche nonché lo sviluppo di fonti rinnovabili di energia tra le quali un impianto di produzione di energia elettrica a Biogas di 1 MW.
Il Dominio di Bagnoli ha sviluppato un'attività agrituristica e, grazie alla ristrutturazione degli storici granai, la capacità di accogliere grandi eventi e congressi.
A Bagnoli, per opera della Tenuta di Bagnoli della famiglia Musini, è stato inoltre realizzato il più importante centro agricolo privato italiano di produzione energia da fonti rinnovabili con due impianti a Biogas da 2 MW e due Fotovoltaici da 2 MW.
Oltre all'attività agricola è però presente nel territorio una zona industriale, artigianale e commerciale che Bagnoli divide con Conselve.

## Infrastrutture e trasporti
Il trasporto pubblico a Bagnoli di Sopra è gestito mediante autocorse svolte da Busitalia.
Fra il 1886 e il 1954 la cittadina rappresentò il capolinea meridionale della tranvia Padova-Bagnoli di Sopra, gestita dalla Società delle Guidovie Centrali Venete (gruppo Società Veneta), parte di un gruppo di linee che favorirono in maniera significativa la crescita economica e gli scambi commerciali nella provincia di Padova.

## Amministrazione

### Gemellaggi
- Hard, dal 1986

## Sport

### Calcio
La principale squadra di calcio della città è la U.S.D. Arre Bagnoli Candiana che milita in Promozione. È nata nel 2018.
Il campo di calcio è dedicato a Maurizio Sacco deceduto dopo aver segnato un gol importante nella stagione 1983-1984 che avrebbe portato la società stessa alla promozione in interregionale.

## Galleria d'immagini

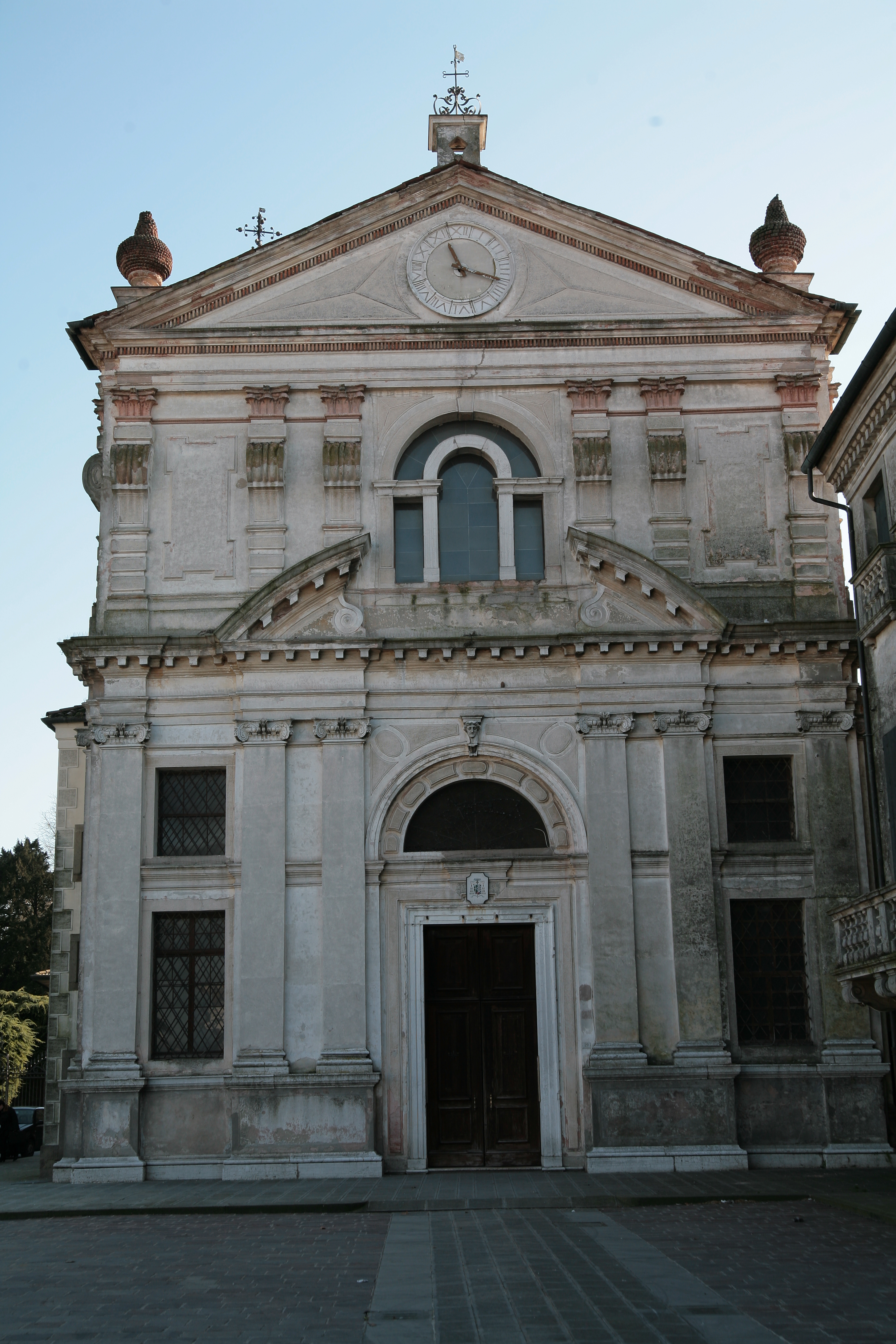
Facciata della chiesa di San Michele
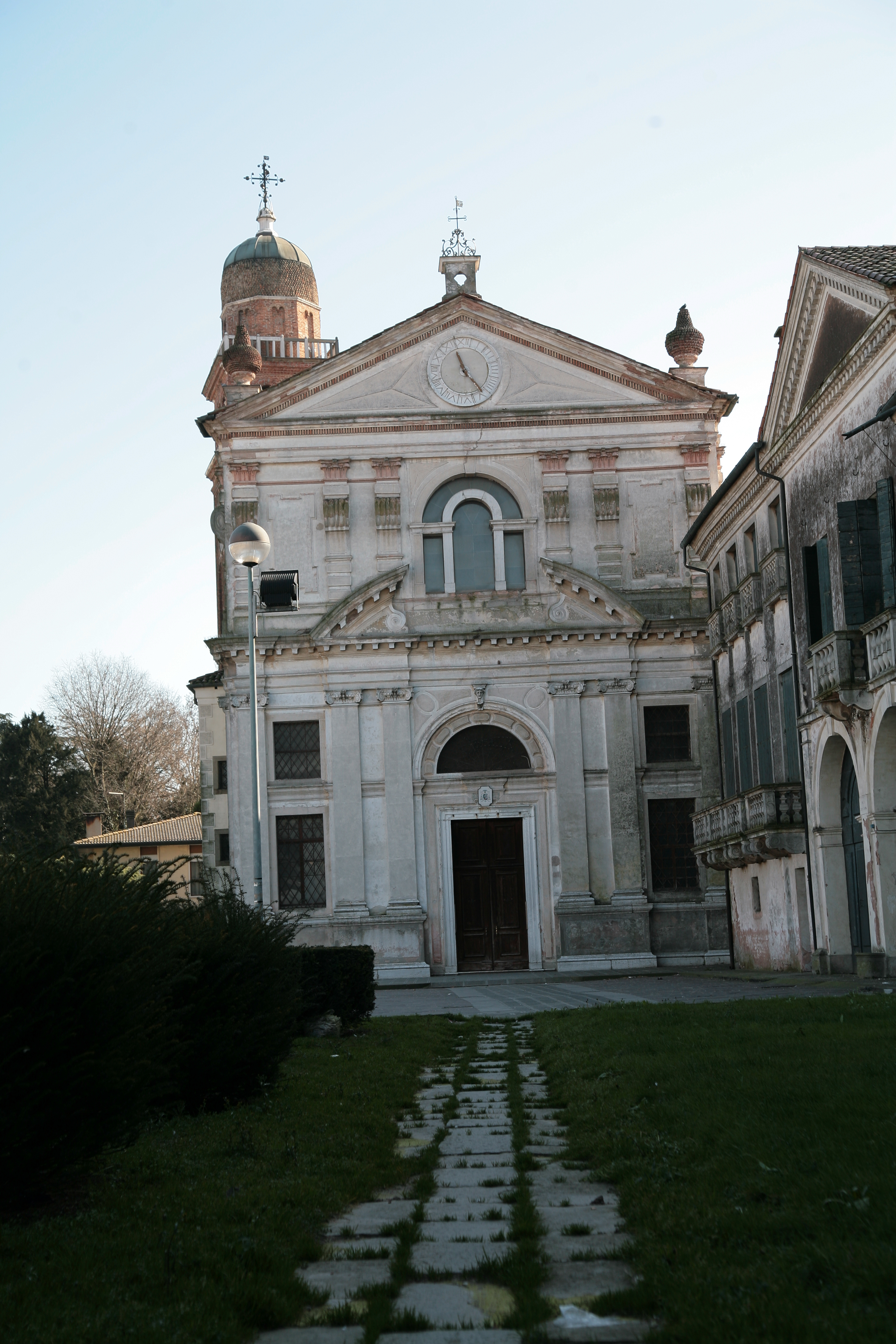
Chiesa di San Michele
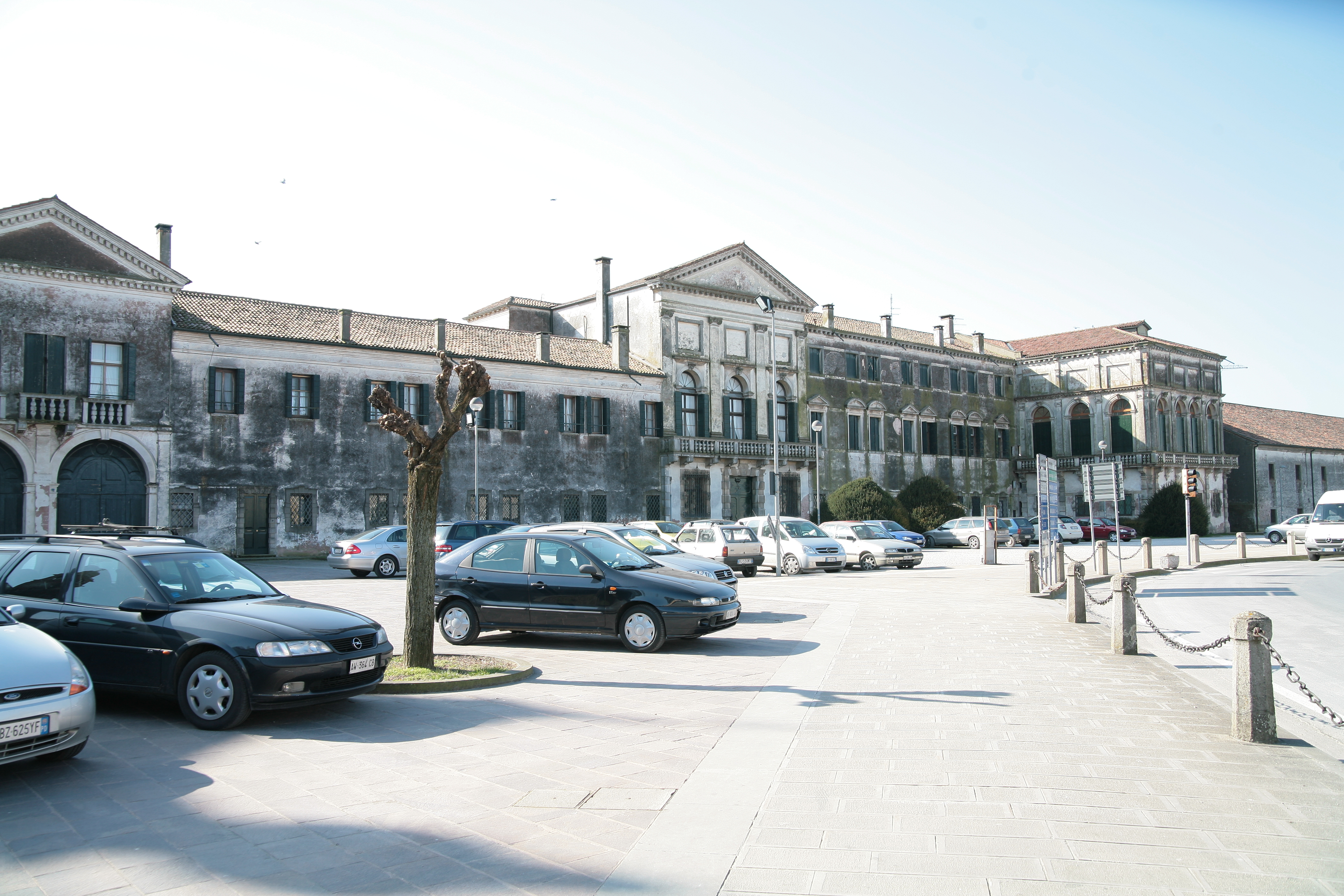
Villa Widmann vista dalla piazza di Bagnoli di Sopra
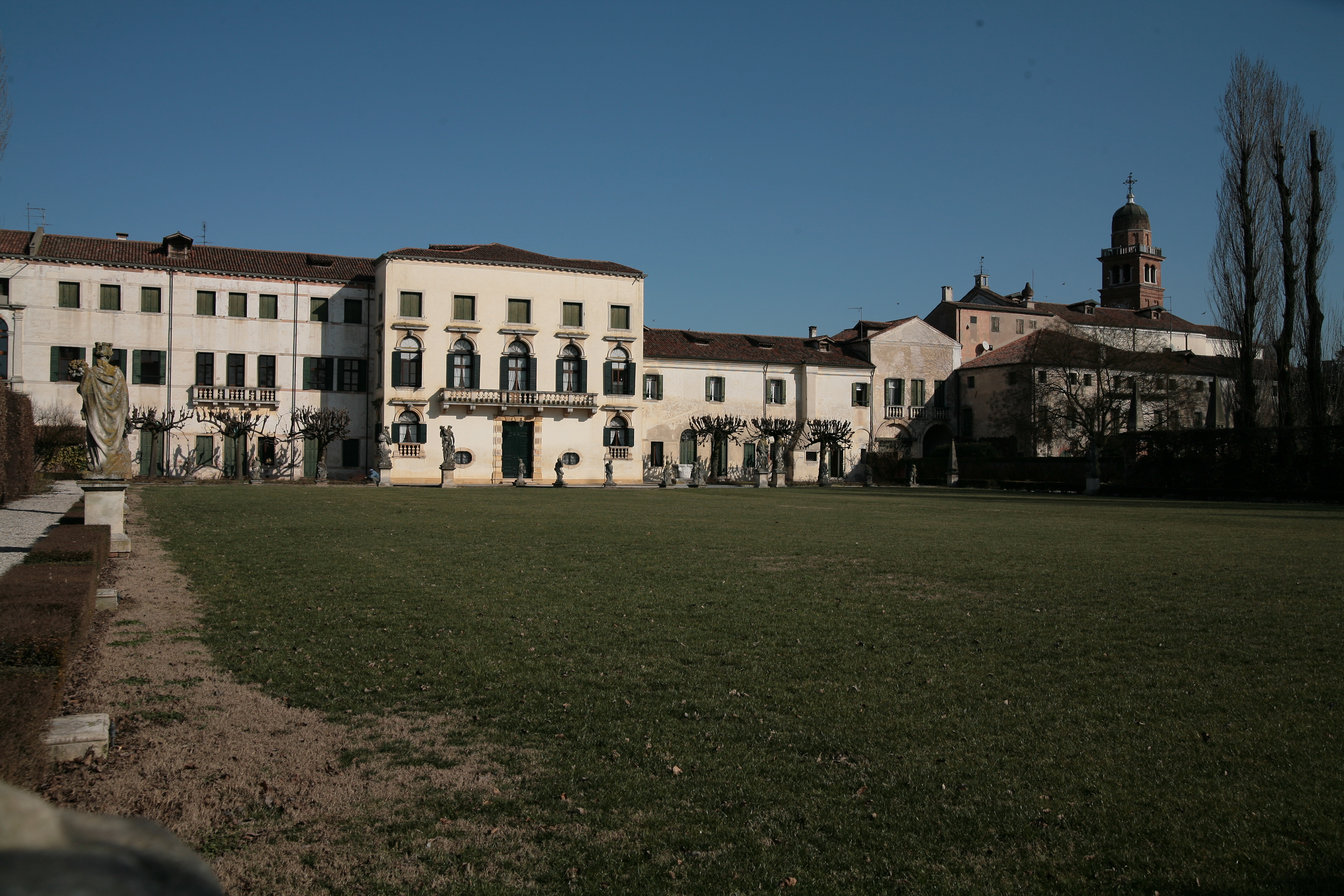
Villa Widmann vista dal giardino
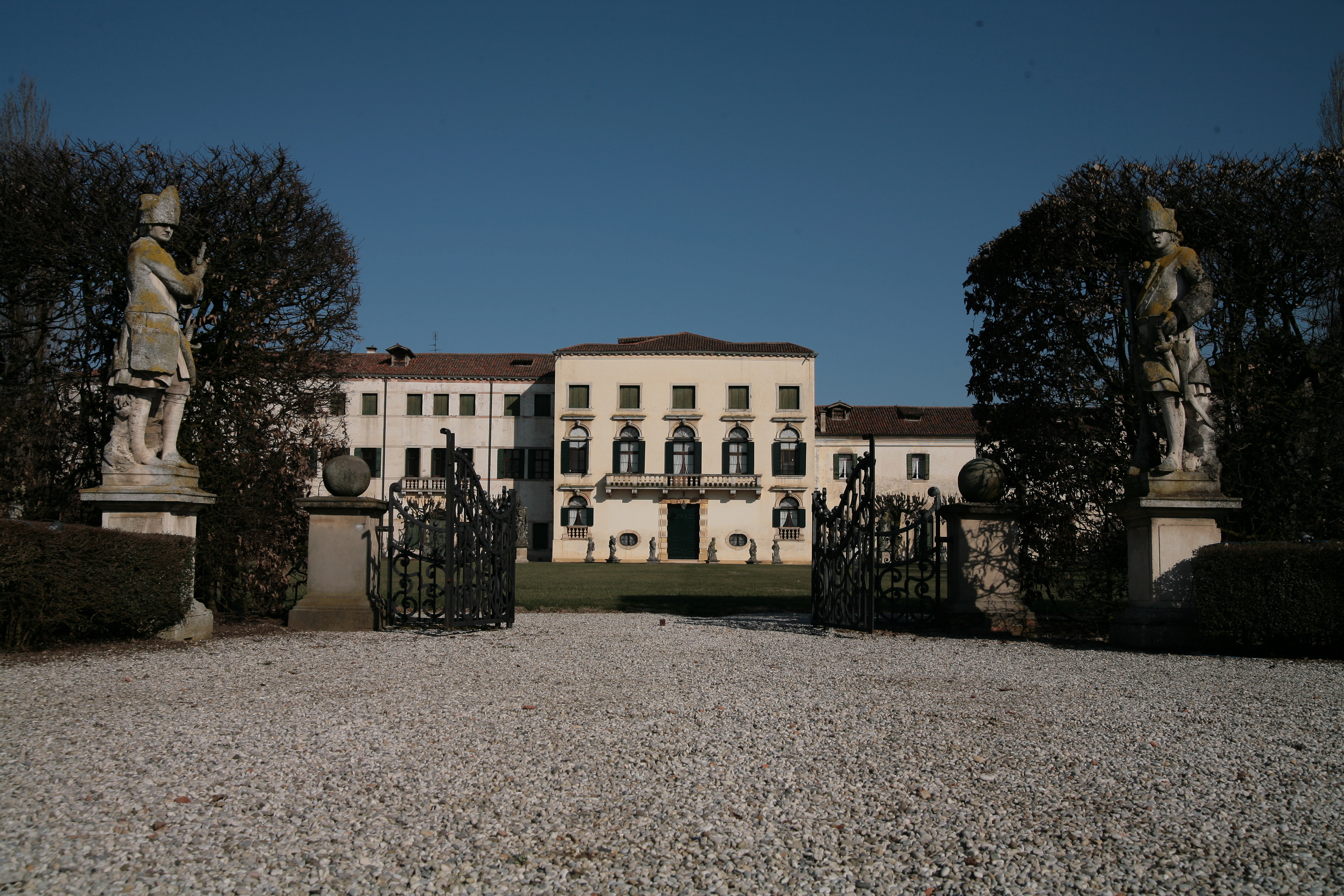
Villa Widmann vista dal giardino
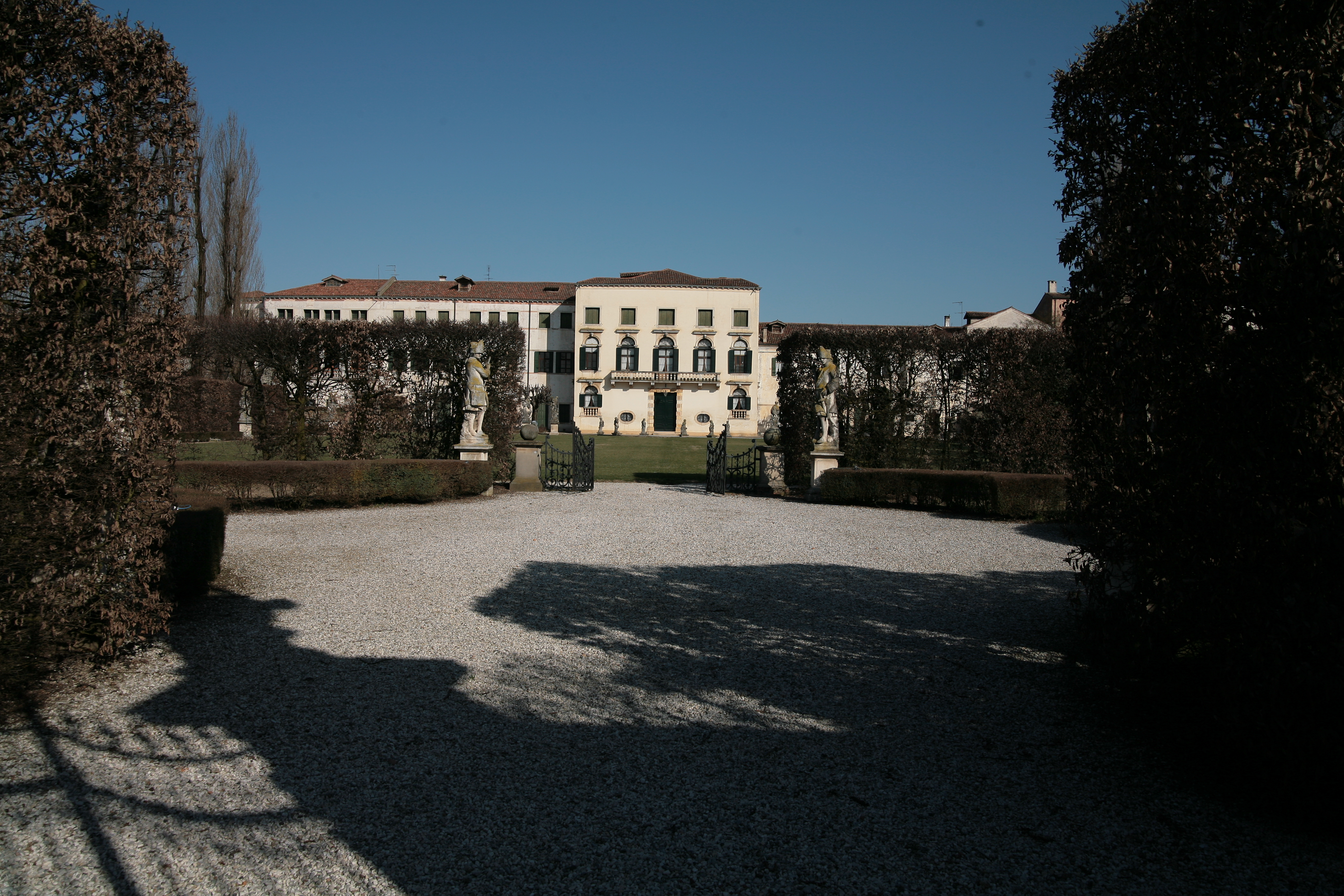
Villa Widmann vista dal giardino
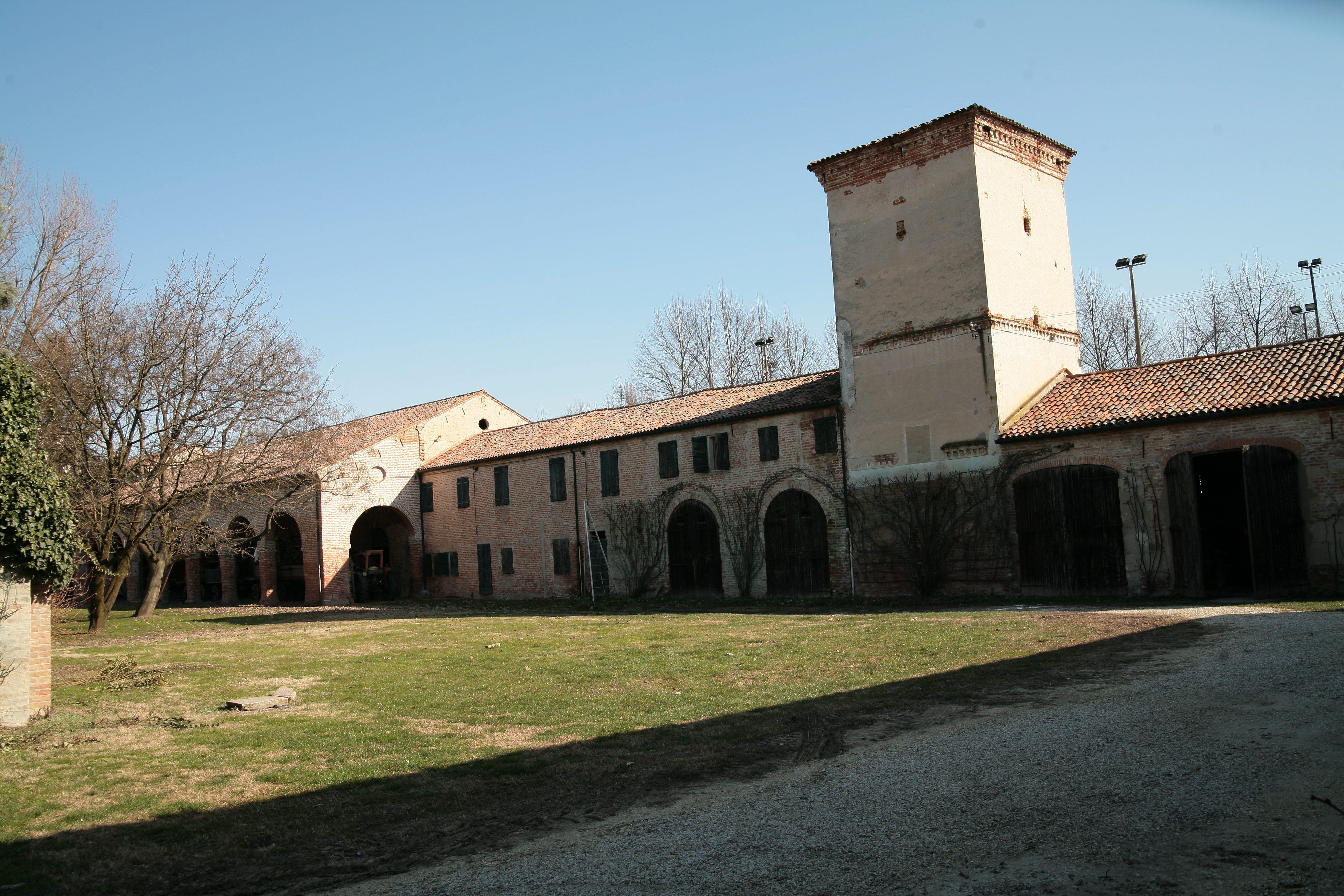
Le stalle della villa
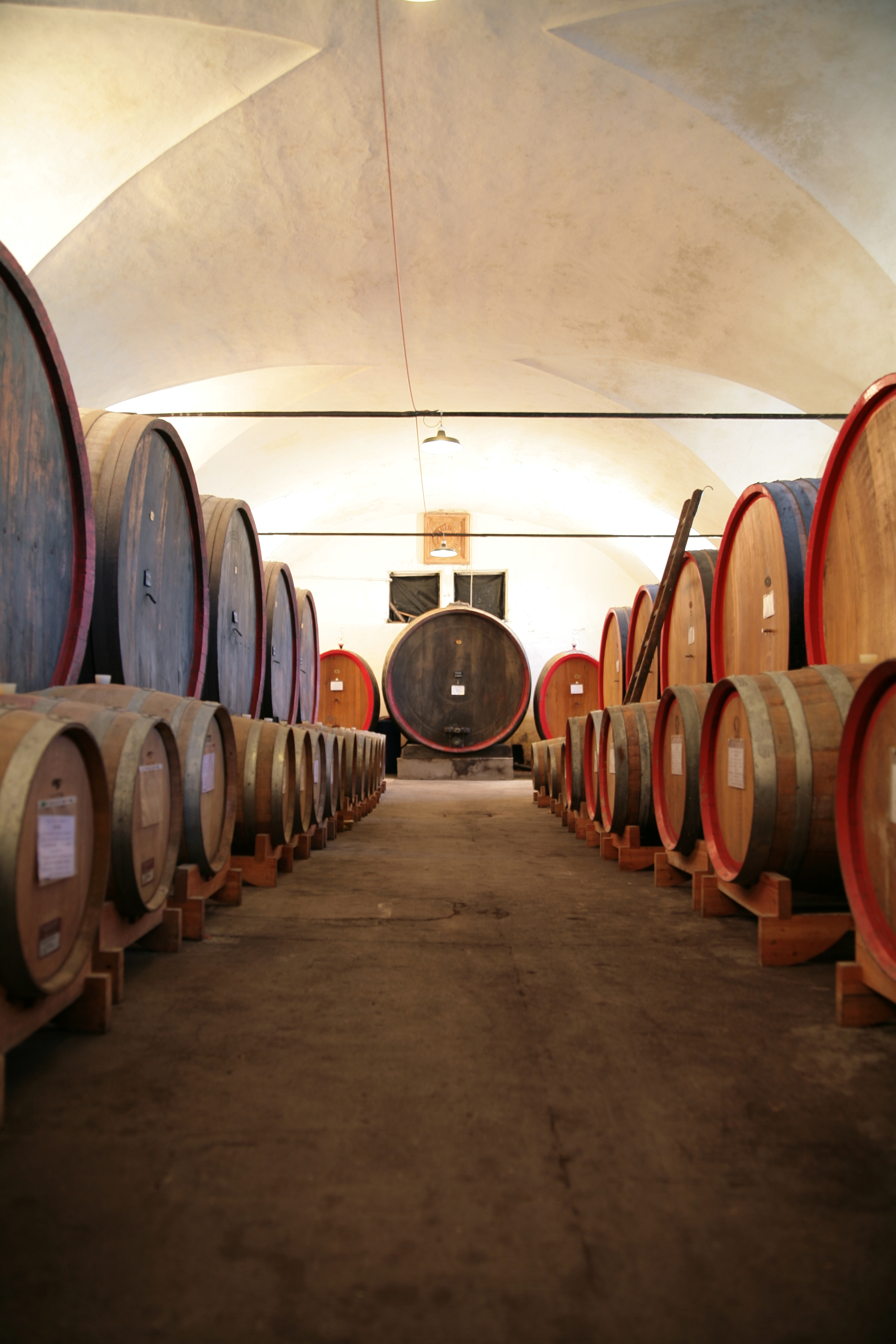
Le cantine benedettine di villa Widmann